# 16165 Licht
16165 Licht este un asteroid din centura principală de asteroizi.

## Descriere
16165 Licht este un asteroid din centura principală de asteroizi. A fost descoperit pe 5 ianuarie 2000 la Socorro, New Mexico, în cadrul proiectului LINEAR. Asteroidul prezintă o orbită caracterizată de o semiaxă mare de 2,26 ua, o excentricitate de 0,13 și o înclinație de 2,7° în raport cu ecliptica.